# Rozděleni svobodou
Rozděleni svobodou je projekt Českého rozhlasu, který je výsledkem sociologického výzkumu s názvem Česká společnost po 30 letech. Výzkum proběhl při příležitosti uplynutí 30 let od sametové revoluce. Cílem výzkumu bylo zanalyzovat, jaké je sociální rozvrstvení české společnosti, jestli je společnost v Česku rozdělená, a pokud ano, jakým způsobem. Podnětem pro uspořádání tohoto výzkumu byl fakt, že žádná podobná analýza do té doby v Česku neexistovala. Na výzkumu se podíleli Daniel Prokop (z PAQ Research), Paulína Tabery (z Centra pro výzkum veřejného mínění Sociologického ústavu AV ČR), Martin Buchtík (ze STEM), Tomáš Dvořák (z PAQ Research a z FSV UK) a Matouš Pilnáček (z Centra pro výzkum veřejného mínění Sociologického ústavu AV ČR). Data sbíraly agentury, se kterými Český rozhlas dlouhodobě spolupracuje (například agentury Median, STEM/MARK). Čeští odborníci se inspirovali britskými sociology, kteří provedli ve Spojeném království výzkum s názvem Great British Class Survey. Vycházeli z metody francouzského sociologa Pierre Bourdieua.
Výzkum Česká společnost po 30 letech proběhl v červnu 2019 a zúčastnilo se ho 4039 respondentů mezi 18 a 75 lety z více než 1300 obcí a měst v České republice. Respondenti vyplňovali dotazníky online i v papírové podobě. Výsledky byly prezentovány v publikaci Rozděleni svobodou, kterou vydal Radioservis v roce 2019, a také byly dále uveřejňovány ve vysílání Českého rozhlasu a v debatách pořádaných Českých rozhlasem.

## Kapitály
Sociologové zkoumali rozdělení české společnosti podle čtyř druhů kapitálů.
Ekonomický kapitál zahrnoval veškeré příjmy a majetek respondenta. 
Jako sociální kapitál byly označeny sociální vazby respondenta ve společnosti - zdali má kolem sebe rodinu, přátele a známé lidi, na které se může obrátit v případě, že se ocitne v problémech a potřebuje pomoci (například při nemoci; při finančních nebo právních problémech; když potřebuje pohlídat děti a podobně), a také jestli má mezi lidmi kontakty na zaměstnance na vyšších pracovních pozicích.
Kulturní kapitál zahrnoval to, jaká byla respondentova kulturní orientace - jestli navštěvuje kulturní akce, jako jsou koncerty, výstavy, divadelní představení, a také jestli obecně vede aktivní společenský život.
Posledním byl lidský kapitál, jako který výzkumníci označili různé nové typy kompetencí: jestli respondent umí více cizích jazyků, jestli umí pracovat s počítačem a moderními technologiemi a podobně.

## Rozdělení společnosti
Jedním ze závěrů, které výzkum přinesl, bylo zjištění, že česká společnost by se spíše, než na dvě polarizované části, dala rozdělit na šest společenských tříd.
Odborníci definovali dva typy vyšší střední třídy - Zajištěnou střední třídu a Nastupující kosmopolitní třídu. Pro Zajištěnou střední třídu (22,1 % lidí v české společnosti) bylo podle nich charakteristické to, že do ní patřili lidé ve středním věku (odborníci ve svých oborech, manažeři, ředitelé firem a další), kteří už měli čas a možnost nahromadit si vysoký ekonomický kapitál. Co se týká ostatních druhů kapitálů, byly popsány jako mírně nadprůměrné a zároveň bylo uvedeno, že lidé v této třídě mají omezené zdroje a znalosti v oblastech důležitých v dnešním globalizovaném světě.
Nastupující kosmopolitní třída (11,9 %) byla popsána jako třída s vysokým sociálním, kulturním a lidským kapitálem a s vysokými příjmy, ale protože tato třída podle sociologů teprve nastupuje a plně se rozvine až v budoucnosti, ještě neměli šanci nahromadit si majetek, a tak vlastní zatím jen méně majetku. Pro tuto třídu je typické, že se bez problému domluví cizími jazyky a snadno ovládá moderní technologie, což ji dodává velký potenciál k rozvinutí v budoucnosti.
Dále výzkumníci uvedli tři typy nižší střední třídy - Tradiční pracující třídu, Třídu místních vazeb a Ohroženou třídu. Tradiční pracující třídu (14,4 %) popsali jako tu, která má nadprůměrný ekonomický kapitál a všechny ostatní kapitály spíše nízké. Většinou měli tito lidé vlastní bydlení v malých městech nebo na venkově.
Pro Třídu místních vazeb (11,8 %) bylo charakteristické to, že měla nadprůměrný sociální kapitál a vysoký majetek, ale spíše nízké příjmy. Zároveň ale žili spíše v menších obcích, kde životní náklady nebyly příliš vysoké, a tak ani neměli potřebu hledat si práci s vyššími příjmy. Kvůli životu především v menších obcích měli také nízký kulturní kapitál.
Také byla popsána Ohrožená třída (22,2 %), jejíž příslušníci měli solidní sociální a kulturní kapitál, ale nízký ekonomický kapitál. Pro tuto třídu byly typické častější exekuce, ztráta zaměstnání, dlouhodobější nezaměstnanost, a také to, že netěžila z probíhající globalizace.
Nakonec čeští sociologové popsali nejnižší Strádající třídu (17,6 %). Ta měla nízké všechny typy kapitálů. Patřili sem například lidé vyššího věku ze středních, ale i větších měst (kromě Prahy). Někteří lidé v této třídě dosáhli jen základního vzdělání. Lidé v této třídě byli zaměstnaní hlavně jako pomocní pracovníci, zaměstnanci ve stavebnictví, neodborní pracovníci a prodavači.